# Beachhandball Euro 2021/U-17-Turnier männlich
Auf dieser Unterseite des Artikels Beachhandball Euro 2021 wird das Turnier der männlichen U-17-Mannschaften dargestellt.

## Vorrunde

### Gruppe A
| Rang | Verein      | Spiele | Spiele | Spiele | Sätze | Sätze | Sätze | Tore    | Tore | Punkte |
| Rang | Verein      | Sp     | S      | N      | G     | V     | +-    | T       | +-   | Punkte |
| ---- | ----------- | ------ | ------ | ------ | ----- | ----- | ----- | ------- | ---- | ------ |
| 1    | Spanien     | 3      | 3      | 0      | 6     | 0     | +6    | 157:108 | +49  | 6      |
| 2    | Frankreich  | 3      | 2      | 1      | 4     | 3     | +1    | 118:109 | +9   | 4      |
| 3    | Tschechien  | 3      | 1      | 2      | 3     | 4     | -1    | 117:136 | -19  | 2      |
| 4    | Niederlande | 3      | 0      | 2      | 0     | 6     | -6    | 93:132  | -39  | 0      |

| 8. Juli, 09:00 Uhr | Niederlande | – | Tschechien  | 0:2 (20:22, 19:22)      |
| 8. Juli, 09:00 Uhr | Spanien     | – | Frankreich  | 2:0 (24:16, 26:24)      |
| 8. Juli, 14:00 Uhr | Frankreich  | – | Tschechien  | 2:1 (16:17, 22:12, 6:0) |
| 8. Juli, 14:00 Uhr | Spanien     | – | Niederlande | 2:0 (29:8, 25:16)       |
| 9. Juli, 09:00 Uhr | Frankreich  | – | Niederlande | 2:0 (20:19, 14:11)      |
| 9. Juli, 09:00 Uhr | Tschechien  | – | Spanien     | 0:2 (26:29, 18:24)      |

### Gruppe B
| Rang | Verein    | Spiele | Spiele | Spiele | Sätze | Sätze | Sätze | Tore    | Tore | Punkte |
| Rang | Verein    | Sp     | S      | N      | G     | V     | +-    | T       | +-   | Punkte |
| ---- | --------- | ------ | ------ | ------ | ----- | ----- | ----- | ------- | ---- | ------ |
| 1    | Schweden  | 3      | 2      | 1      | 5     | 3     | +2    | 146:114 | +32  | 4      |
| 2    | Ukraine   | 3      | 2      | 1      | 4     | 3     | +1    | 107:115 | 8    | 4      |
| 3    | Ungarn    | 3      | 1      | 2      | 3     | 4     | -1    | 119:124 | -5   | 2      |
| 4    | Slowenien | 3      | 1      | 2      | 3     | 5     | -2    | 98:117  | -19  | 2      |

| 8. Juli, 09:00 Uhr | Ungarn    | – | Ukraine   | 0:2 (17:20, 18:22)        |
| 8. Juli, 09:00 Uhr | Schweden  | – | Slowenien | 1:2 (24:12, 18:19, 4:5)   |
| 8. Juli, 14:00 Uhr | Ukraine   | – | Slowenien | 2:1 (7:12, 20:14, 8:6)    |
| 8. Juli, 14:00 Uhr | Ungarn    | – | Schweden  | 1:2 (12:16, 21:20, 15:16) |
| 9. Juli, 09:00 Uhr | Slowenien | – | Ungarn    | 0:2 (18:23, 12:13)        |
| 9. Juli, 09:00 Uhr | Ukraine   | – | Schweden  | 0:2 (16:28, 14:20)        |

### Gruppe C
| Rang | Verein       | Spiele | Spiele | Spiele | Sätze | Sätze | Sätze | Tore    | Tore | Punkte |
| Rang | Verein       | Sp     | S      | N      | G     | V     | +-    | T       | +-   | Punkte |
| ---- | ------------ | ------ | ------ | ------ | ----- | ----- | ----- | ------- | ---- | ------ |
| 1    | Polen        | 3      | 3      | 0      | 6     | 1     | +5    | 116:91  | +25  | 6      |
| 2    | Kroatien     | 3      | 2      | 1      | 5     | 2     | +3    | 142:100 | +42  | 4      |
| 3    | Rumänien     | 3      | 1      | 2      | 2     | 5     | -3    | 94:108  | -14  | 2      |
| 4    | Griechenland | 3      | 0      | 3      | 1     | 6     | -5    | 63:116  | -53  | 0      |

| 8. Juli, 10:00 Uhr | Rumänien     | – | Griechenland | 2:1 (16:7, 10:11, 5:4)    |
| 8. Juli, 10:00 Uhr | Kroatien     | – | Polen        | 1:2 (12:17, 21:14, 11:12) |
| 8. Juli, 15:00 Uhr | Kroatien     | – | Rumänien     | 2:0 (29:24, 23:14)        |
| 8. Juli, 15:00 Uhr | Polen        | – | Griechenland | 2:0 (17:8, 22:14)         |
| 9. Juli, 10:00 Uhr | Griechenland | – | Kroatien     | 0:2 (12:22, 7:24)         |
| 9. Juli, 10:00 Uhr | Polen        | – | Rumänien     | 2:0 (15:13, 19:12)        |

### Gruppe D
| Rang | Verein      | Spiele | Spiele | Spiele | Sätze | Sätze | Sätze | Tore  | Tore | Punkte |
| Rang | Verein      | Sp     | S      | N      | G     | V     | +-    | T     | +-   | Punkte |
| ---- | ----------- | ------ | ------ | ------ | ----- | ----- | ----- | ----- | ---- | ------ |
| 1    | Deutschland | 2      | 2      | 0      | 4     | 1     | +3    | 94:81 | +13  | 4      |
| 2    | Russland    | 2      | 1      | 1      | 3     | 2     | +1    | 80:69 | -11  | 2      |
| 3    | Bulgarien   | 2      | 0      | 2      | 0     | 4     | -4    | 59:83 | -24  | 0      |

| 8. Juli, 10:00 Uhr | Russland    | – | Deutschland | 1:2 (22:20, 19:20, 4:6) |
| 8. Juli, 15:00 Uhr | Bulgarien   | – | Russland    | 0:2 (9:17, 14:18)       |
| 9. Juli, 10:00 Uhr | Deutschland | – | Bulgarien   | 2:0 (23:16, 25:20)      |

## Hauptrunde

### Gruppe I
| Rang | Verein   | Spiele | Spiele | Spiele | Sätze | Sätze | Sätze | Tore    | Tore | Punkte |
| Rang | Verein   | Sp     | S      | N      | G     | V     | +-    | T       | +-   | Punkte |
| ---- | -------- | ------ | ------ | ------ | ----- | ----- | ----- | ------- | ---- | ------ |
| 1    | Spanien  | 3      | 3      | 0      | 6     | 0     | +6    | 138:81  | +57  | 6      |
| 2    | Ukraine  | 3      | 1      | 2      | 3     | 4     | -1    | 104:116 | -12  | 2      |
| 3    | Russland | 3      | 1      | 2      | 2     | 4     | -2    | 91:108  | -17  | 2      |
| 4    | Polen    | 3      | 1      | 2      | 2     | 5     | -3    | 82:110  | -28  | 2      |

| 09. Juli, 15:00 Uhr | Ukraine  | – | Russland | 2:0 (19:12, 18:17)      |
| 09. Juli, 15:00 Uhr | Spanien  | – | Polen    | 2:0 (18:10, 23:11)      |
| 10. Juli, 11:00 Uhr | Ukraine  | – | Polen    | 1:2 (15:18, 18:16, 4:5) |
| 10. Juli, 11:00 Uhr | Russland | – | Spanien  | 0:2 (13:25, 17:24)      |
| 10. Juli, 15:00 Uhr | Spanien  | – | Ukraine  | 2:0 (27:16, 21:14)      |
| 10. Juli, 15:00 Uhr | Polen    | – | Russland | 0:2 (14:17, 8:15)       |

### Gruppe II
| Rang | Verein      | Spiele | Spiele | Spiele | Sätze | Sätze | Sätze | Tore    | Tore | Punkte |
| Rang | Verein      | Sp     | S      | N      | G     | V     | +-    | T       | +-   | Punkte |
| ---- | ----------- | ------ | ------ | ------ | ----- | ----- | ----- | ------- | ---- | ------ |
| 1    | Schweden    | 3      | 3      | 0      | 6     | 1     | +5    | 160:135 | +25  | 6      |
| 2    | Kroatien    | 3      | 2      | 1      | 4     | 3     | +1    | 141:131 | +10  | 4      |
| 3    | Deutschland | 3      | 1      | 2      | 2     | 4     | -2    | 145:156 | -11  | 2      |
| 4    | Frankreich  | 3      | 0      | 3      | 2     | 6     | -4    | 124:148 | -24  | 0      |

| 09. Juli, 15:00 Uhr | Frankreich  | – | Kroatien    | 1:2 (13:27, 17:14, 4:8) |
| 09. Juli, 15:00 Uhr | Schweden    | – | Deutschland | 2:0 (26:18, 34:31)      |
| 10. Juli, 11:00 Uhr | Frankreich  | – | Deutschland | 0:2 (16:19, 26:27)      |
| 10. Juli, 11:00 Uhr | Kroatien    | – | Schweden    | 0:2 (19:23, 19:24)      |
| 10. Juli, 15:00 Uhr | Schweden    | – | Frankreich  | 2:1 (22:14, 23:28, 8:6) |
| 10. Juli, 15:00 Uhr | Deutschland | – | Kroatien    | 0:2 (22:23, 28:31)      |

## Trostrunde

### Gruppe III
| Rang | Verein       | Spiele | Spiele | Spiele | Sätze | Sätze | Sätze | Tore | Tore | Punkte |
| Rang | Verein       | Sp     | S      | N      | G     | V     | +-    | T    | +-   | Punkte |
| ---- | ------------ | ------ | ------ | ------ | ----- | ----- | ----- | ---- | ---- | ------ |
| 1    | Griechenland |        |        |        |       |       |       |      |      |        |
| 2    | Ungarn       |        |        |        |       |       |       |      |      |        |
| 3    | Niederlande  |        |        |        |       |       |       |      |      |        |
| 4    | Bulgarien    |        |        |        |       |       |       |      |      |        |

| 09. Juli, 14:00 Uhr | Ungarn       | – | Bulgarien    | 2:0 (20:19, 23:22)        |
| 09. Juli, 14:00 Uhr | Niederlande  | – | Griechenland | 2:1 (14:15, 28:16, 7:4)   |
| 10. Juli, 10:00 Uhr | Griechenland | – | Ungarn       | 1:2 (14:16, 17:16, 6:8)   |
| 10. Juli, 10:00 Uhr | Niederlande  | – | Bulgarien    | 0:2 (20:24, 29:30)        |
| 10. Juli, 14:00 Uhr | Bulgarien    | – | Griechenland | 1:2 (15:14, 17:19, 6:9)   |
| 10. Juli, 14:00 Uhr | Ungarn       | – | Niederlande  | 1:2 (28:19, 14:15, 12:14) |

### Gruppe IV
| Rang | Verein     | Spiele | Spiele | Spiele | Sätze | Sätze | Sätze | Tore | Tore | Punkte |
| Rang | Verein     | Sp     | S      | N      | G     | V     | +-    | T    | +-   | Punkte |
| ---- | ---------- | ------ | ------ | ------ | ----- | ----- | ----- | ---- | ---- | ------ |
| 1    | Tschechien |        |        |        |       |       |       |      |      |        |
| 2    | Rumänien   |        |        |        |       |       |       |      |      |        |
| 3    | Slowenien  |        |        |        |       |       |       |      |      |        |

| 09. Juli, 14:00 Uhr | Rumänien   | – | Tschechien | 0:2 (13:14, 18:23)     |
| 10. Juli, 10:00 Uhr | Slowenien  | – | Rumänien   | 1:2 (19:23, 14:9, 3:5) |
| 10. Juli, 14:00 Uhr | Tschechien | – | Slowenien  | 2:0 (24:22, 27:23)     |

## Platzierungsspiele
Spiele um die Ränge 13–15 (Gruppe V)
| Rang | Verein       | Spiele | Spiele | Spiele | Sätze | Sätze | Sätze | Tore  | Tore | Punkte |
| Rang | Verein       | Sp     | S      | N      | G     | V     | +-    | T     | +-   | Punkte |
| ---- | ------------ | ------ | ------ | ------ | ----- | ----- | ----- | ----- | ---- | ------ |
| 1    | Griechenland | 2      | 2      | 0      | 4     | 0     | +4    | 77:63 | +14  | 4      |
| 2    | Slowenien    | 2      | 1      | 1      | 2     | 2     | 0     | 75:78 | -3   | 2      |
| 3    | Bulgarien    | 2      | 0      | 2      | 0     | 4     | -4    | 71:82 | -11  | 0      |

| 10. Juli, 18:00 Uhr | Slowenien    | – | Griechenland | 0:2 (19:21, 12:18) |
| 11. Juli, 10:00 Uhr | Bulgarien    | – | Slowenien    | 0:2 (20:21, 19:23) |
| 11. Juli, 14:00 Uhr | Griechenland | – | Bulgarien    | 2:0 (17:12, 21:20) |

Überkreuzspiele für die Platzierungsspiele 9–12
| 10. Juli, 18:00 Uhr | Tschechien  | – | Ungarn   | 2:1 (21:18, 25:29, 6:2) |
| 10. Juli, 18:00 Uhr | Niederlande | – | Rumänien | 2:0 (23:11, 20:19)      |

Überkreuzspiele für die Platzierungsspiele 5–8
| 10. Juli, 10:00 Uhr | Deutschland | – | Polen      | 2:0 (22:14, 34:26)      |
| 10. Juli, 10:00 Uhr | Russland    | – | Frankreich | 2:1 (18:19, 19:18, 8:4) |

Spiel um Platz 11
| 11. Juli, 10:00 Uhr | Rumänien | – | Ungarn | 0:2 (16:20, 13:21) |

Spiel um Platz 9
| 11. Juli, 11:00 Uhr | Niederlande | – | Tschechien | 0:2 (20:28, 18:26) |

Spiel um Platz 7
| 11. Juli, 14:00 Uhr | Frankreich | – | Polen | 2:1 (18:29, 23:18, 10:8) |

Spiel um Platz 5
| 11. Juli, 14:00 Uhr | Russland | – | Deutschland | 0:2 (18:21, 18:27) |

## Finalrunde
Halbfinals
| 11. Juli, 11:00 Uhr | Spanien  | – | Kroatien | 2:0 (27:22, 32:18) |
| 11. Juli, 11:00 Uhr | Schweden | – | Ukraine  | 2:0 (24:14, 24:19) |

Spiel um Rang 3
| 11. Juli, 16:00 Uhr | Kroatien | – | Ukraine | 0:2 (21:24, 12:16) |

Finale
| 11. Juli, 18:00 Uhr | Spanien | – | Schweden | 1:2 (30:21, 26:27, 18:19) |